# Ulrich Johanßen
Ulrich Johanßen (* 22. Oktober 1906 in Markirch, Elsaß; † 14. Juli 2002) war ein deutscher Bibliothekar.

## Wirken
Ulrich Johanßen studierte nach seiner Reifeprüfung am Realgymnasium in Rendsburg (1925) Slawistik, Sanskrit, Germanistik und Romanistik an der Christian-Albrechts-Universität zu Kiel und an der Universität München, wo er 1932 bei dem Slawisten Erich Berneker promovierte. Das Staatsexamen legte er 1933 ab. Im gleichen Jahr wurde er wissenschaftlicher Hilfsarbeiter an der Universitätsbibliothek Kiel, 1934 war er kurze Zeit an der Staats- und Universitätsbibliothek Breslau tätig und wechselte im gleichen Jahr wieder nach Kiel. Seine bibliothekarische Fachprüfung legte er 1936 an der Preußischen Staatsbibliothek in Berlin ab, wo er seit 1935 tätig war. 1942 wurde er dort zum Bibliotheksrat ernannt. In der von der deutschen Wehrmacht im Zweiten Weltkrieg besetzten Ukraine hatte er seit 1941 die Funktion des kommissarischen Direktors der Staatsbibliothek Lemberg inne. Nach dem Zweite Weltkrieg  folgte eine kurze Tätigkeit im Schuldienst (1946 bis 1948), danach war Johanßen seit 1948 wieder an der Universitätsbibliothek Kiel tätig. Von 1966 bis zu seinem Eintritt in den Ruhestand 1971 war er ihr stellvertretender Direktor.

## Schriften
- Die alttschechische Alexandreis in ihrem Verhältnis zur Gualtherus. Nölke, Bordesholm 1930 (Dissertation Universität München 1932).
- Nachlaß von Prof. Georg Tischler (24 Kapseln). Register. Universitätsbibliothek Kiel 1961.
- Einführung in die Benutzung der Universitätsbibliothek Kiel und ihrer bibliographischen Hilfsmittel. Universitätsbibliothek Kiel 1967.